# Jesus entre os doutores

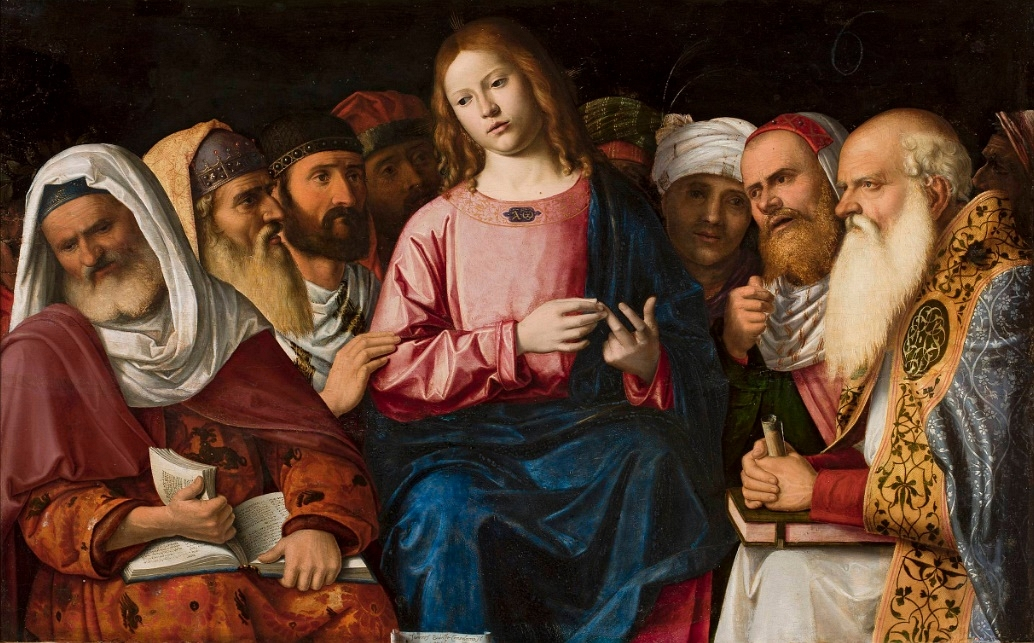
Jesus entre os doutores.
Por Cima da Conegliano, no Museu Nacional de Varsóvia, Polônia.

Jesus entre os doutores, também conhecido como Jesus encontrado no Templo ou Disputa, foi um episódio da infância de Jesus relatado no Evangelho de Lucas. É um único evento da infância tardia de Jesus mencionado nos Evangelhos.

## Episódio
O episódio aparece apenas em Lucas 2:42–51. O jovem Jesus, então com doze anos, acompanha Maria e José a Jerusalém numa peregrinação, segundo o "costume da festa" - ou seja, a Páscoa judaica. No dia de voltar, "ficou em Jerusalém" e seus pais, acreditando que ele estivesse à frente com parentes, iniciaram a viagem de volta para Nazaré. Notando o erro, eles voltaram para Jerusalém, encontrando Jesus três dias depois. Ele foi encontrado no Templo, discutindo com os anciãos, que estavam "admirados" com sua sabedoria e inteligência, especialmente por sua pouca idade. Quando foi finalmente repreendido por Maria, Jesus respondeu «Por que me procuráveis? Não sabíeis que eu devia estar na casa de meu Pai?» (Lucas 2:49) (ou, em outra tradução, "Ele respondeu: “Por que me procuráveis? Não sabíeis que eu devo estar naquilo que é de meu pai?"). A história foi ligeiramente elaborada na literatura apócrifa posterior, como é o caso do Evangelho da Infância de Tomé (19:1-12).

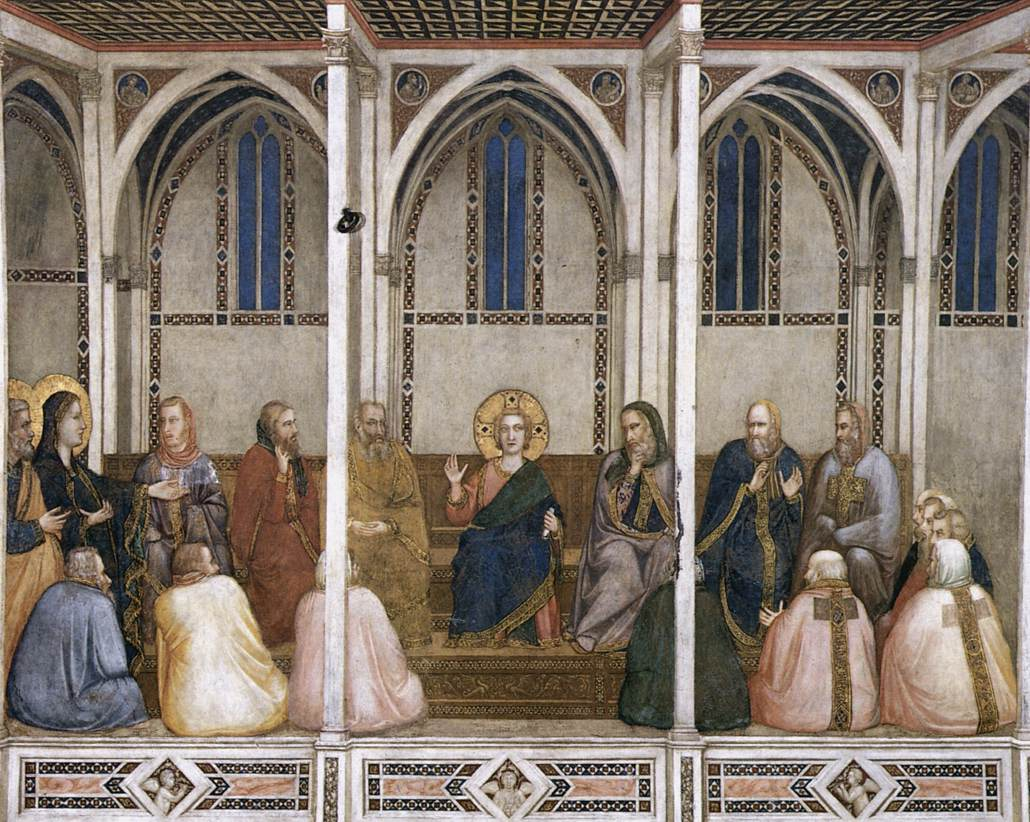
Jesus entre os doutores.
Por Giotto, na Basílica de São Francisco de Assis, Itália.

O costume judaico posterior do Bar Mitzvah para garotos de treze anos, considerada a idade em que um garoto judeu adquire responsabilidade suficiente para aprender e seguir os mandamentos, aparece alguns séculos depois após a descrição de Lucas, mas pode ter sido esta a razão pela qual Jesus visitou o Templo - como jovem judeu que era - para estudar as Escrituras.
A perda de Jesus é a terceira das Sete dores de Maria e o seu reencontro é o quinto dos Mistérios Gozosos do Santo Rosário.

## Na arte
O episódio já foi muitas vezes representado na arte cristã e era um componente comum nos ciclos da Vida da Virgem assim como nos da Vida de Cristo. Nas primeiras representações cristãs, Jesus aparece geralmente no centro, sentado numa plataforma elevada e rodeado pelos anciãos, que estão geralmente em arquibancadas. O gesto que Jesus geralmente aparece fazendo é apontando para o seu dedão erguido (ilustração) e é um gesto retórico tradicional de alguém explicando um texto. Estas representações derivam das composições clássicas dos mestres de filosofia ou retórica com seus estudantes e são similares às representações medievais da época sobre palestras em universidades. A partir do começo da Idade Média, o período mostrado é geralmente fundido com o reencontro por José e Maria, com eles representados, em geral à esquerda da cena. Tipicamente, Jesus e os doutores, compenetrados em suas discussões, não os notaram ainda. Do século XII em diante, Jesus aparece geralmente sentado numa cadeira similar a um trono, geralmente com um livro ou um rolo nas mãos.

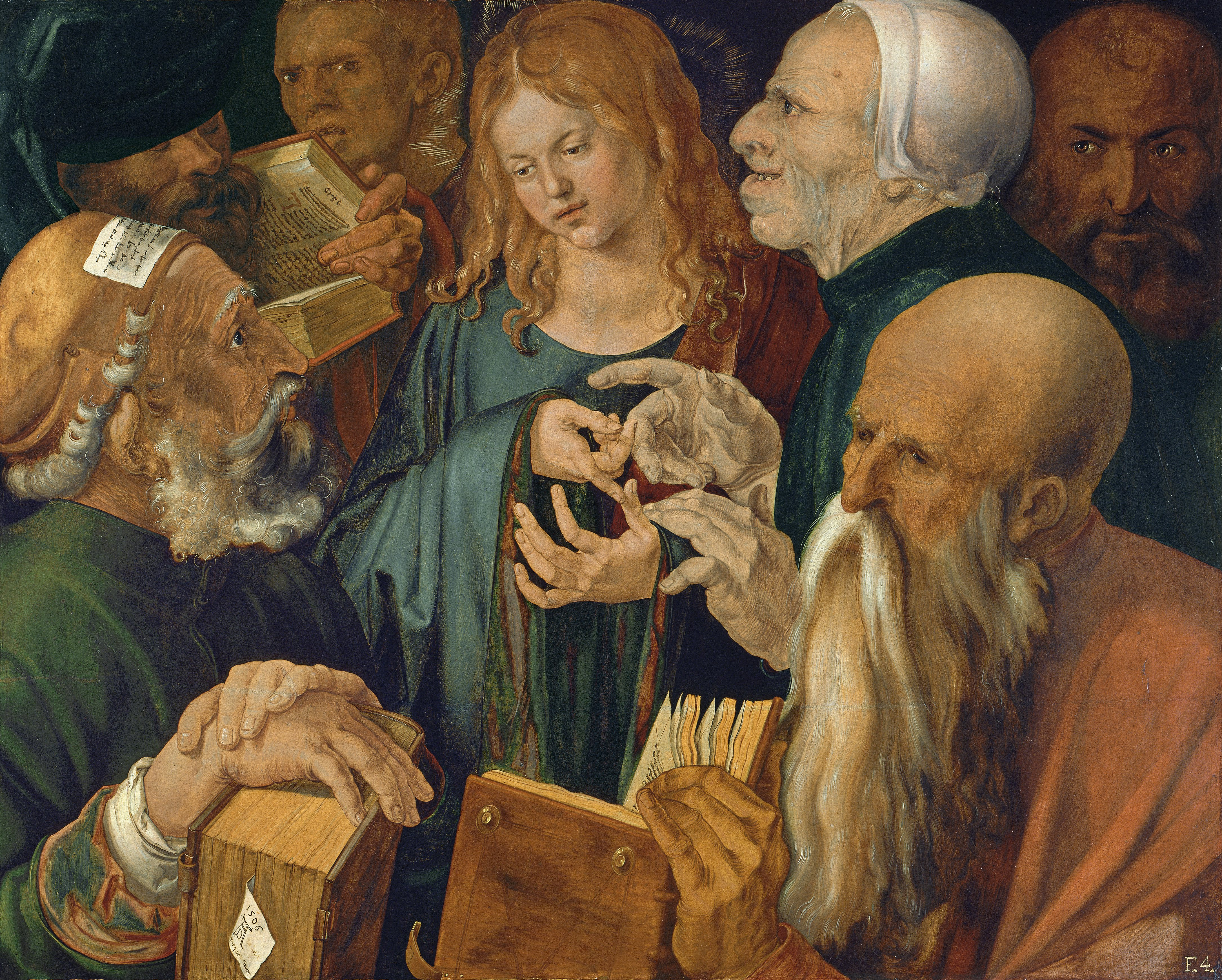
Jesus entre os doutores.
Por Albrecht Dürer, no Museu Thyssen-Bornemisza de Madri.

Nas representações medievais tardias, os doutores, agora segurando e consultado grandes volumes, já tem características tipicamente judaicas e são, por vezes, caricaturas exageradas e com tons antissemitas, como nas imagens de Albrecht Dürer (vide imagem).
Do Alto Renascimento em diante, muitos pintores mostram um "close-up" da cena, com Jesus rodeado de perto por acadêmicos gesticulando. Rembrandt, que gostava de pintar anciãos judeus no Templo em diversas situações, fez três rascunhos sobre o assunto (Bartsch 64-66), além de um sobre a cena muito mais rara sobre "Jesus voltando do Templo com seus pais" (B 60)).
O assunto atraiu muito menos artistas a partir do século XIX e uma das últimas representações notáveis pode ser uma falsificação de Vermeer por Han van Meegeren perante a polícia holandesa para demonstrar que as pinturas que ele vendera para Goering eram também falsas.